# Карта газоносності вугільних пластів

Карта газоносності вугільних пластів.JPG

Карта газоносності вугільних пластів (рос. карта газоносности угольных пластов, англ. gas content of coal seam map, нім. Gasinhaltskarte f der Kohlenflöze n pl) – геологічна карта, на якій у вигляді ізоліній глибин залягання граничних поверхонь газових зон показується зміна вмісту природних газів по мірі збільшення глибини. Здебільшого ізолінії проводяться по межі зони газового вивітрювання (верхній межі зони метанових газів). В зоні метанових газів проводяться ізогази, тобто лінії рівної метаноносності вугільного пласта. Докладна К.г.в.п. для Донбасу створена трестом “Укрвуглегеологія” на початку 60-х років XX ст.